# 1972년 하계 올림픽 조선민주주의인민공화국 선수단
조선민주주의인민공화국은 1972년 8월 26일부터 9월 11일까지 서독 뮌헨에서 열린 1972년 하계 올림픽에 참가했다. 이 대회는 조선민주주의인민공화국이 최초로 참가한 하계 올림픽이기도 하다.

## 메달리스트
- 금메달
  - 리호준 (남자 사격 50m 소총복사)

- 은메달
  - 김우길 (남자 복싱 라이트플라이급)

- 동메달
  - 김광형 (남자 레슬링 자유형 플라이급)
  - 김용익 (남자 유도 라이트급)
  - 리춘옥, 김명숙, 김증복, 강옥순, 김연자, 황혜숙, 장옥림, 백명숙, 렴춘자, 김수대, 정옥진 (여자 배구)